# Gonzalo Pérez Arce
Gonzalo Pérez Arce (León, 20 de julio de 1998) es un jugador de balonmano español que juega de extremo derecho en el Ademar León.
En 2017 logró la medalla de plata en el Campeonato Mundial de Balonmano Masculino Juvenil de 2017 con España.
Su hermano Rodrigo Pérez Arce juega en el Ademar León.

## Palmarés

### Wisła Płock
- Copa de Polonia de balonmano (2): 2023, 2024
- Liga de Polonia de balonmano (1): 2024

## Clubes
| Club              | País     | Año         |
| ----------------- | -------- | ----------- |
| Ademar León       | España   | 2017 - 2022 |
| Orlen Wisła Płock | Polonia  | 2022 - 2024 |
| SG BBM Bietigheim | Alemania | 2024 - Act. |